# 공항터미널1역
공항터미널1역(중국어 정체자: 機場第一航廈站, 병음: Jīchǎng Dì-yī Hángxià zhàn)은 타이완 타오위안 시 다위안 구에 있는 공항철도역이며, 타오위안 국제공항 첩운이 운행하고 있다.

## 역사
- 2017년 2월 2일 : 타오위안 국제공항 첩운(타오위안 메트로) 잠정 개통[1].
- 2017년 2월 16일 : 본 역에서 정리권 방식으로 무료 체험 시승을 개시(중일 8시-16시까지만, 이용객 수는 하루의 상한이 있다)[1].
- 2017년 3월 2일 : 정식 개통(4월 1일까지 1개월은 반액)[1].

## 구조
홈은 지하 2층에 있으며, 승강장 1면 2선의 지하역이다. 풀 스크린형의 홈 문이 설치되어 있다. 지상 출구는 1개 있다.
| 지상     | 출입구                | 출입구, 주차장, 출발 로비, 도착 로비                                     |
| 지하 1층 | 콩코스 층 공항시설 층 | 콩코스, 안내소, 표 자동판매기, 개찰구, 화장실 공항 푸드코트, 버스 승강장 |
| 지하 2층 | 1번 승강장            | ←■공항선 환베이 방면（공항제2터미널）                                    |
| 지하 2층 | 승강장、차량 왼쪽 문  |                                                                          |
| 지하 2층 | 2번 승강장            | →■공항선 타이베이역 방면（컹커우）→                                      |

## 역 주변
- 제1터미널
- 타이완 타오위안 제1터미널 주차장
- 타오위안 국제공항 스카이 트레인